# درس التشريح مع الدكتور تولب
درس التشريح مع الدكتور تولب (بالإنجليزية: Anatomy lesson with Dr. Tulp) أو درس التشريح مع الدكتور نيكولاس تيولب هي لوحة رسمها الفنان الهولندي رمبرانت، اللوحة موجودة في متحف ماوريتهوس في لاهاي، هولندا. تظهر اللوحة الدكتور نيكولاس تولب وهو يشرح عضلات الذراع أمام موظفي بلدية أمستردام وبعض المختصين في المجال الطبي في نقابة الجراحين الذين دفع بعضهم المال كي تتضمنهم اللوحة.
التوقيع أعلى يسار-مركز اللوحة يرمز إلى رمبرانت: f[ecit] 1632. وهذه أول لوحة يستعمل فيها هذا الأسلوب من التوقيع بعائلته على غرار فناني عصر النهضة كـرفائيل ومايكل أنجلو بعد أن كان يوقع لوحاته في السابق ب- (RHL (Rembrandt Harmenszoon of Leiden وذلك لتبؤه بأنه سيصبح رسام ذو شأن.
الحدث في اللوحة يعود إلى تاريخ 16 يناير 1632 في نقابة الجراحين في النيوماركت وسط أمستردام، والتي كان الدكتور تولب يشغل منصب المشرح الرسمي للمدينة فيها، وحيث يسمح مرة واحدة فقط في العام تشريح جثة أمام الملأ، وبشرط أن تكون بعد عملية إعدام لمجرم ما.
دروس التشريح كانت مناسبة اجتماعية هامة في القرن السابع عشر، وتجري عادة في قاعات محاضرات هي بالأساس مسارح فعلية، مع الطلاب والمحاضرين وعامة الناس الذين سمح لهم بالحضور شريطة دفع رسوم دخول. يرتدي المشاركين وكأنهم في مناسبة مهيبة.
يعتقد أن الشخصيتين في أعلى اللوحة: الشخصية بحانب الشخص الذي يمسك بالورقة والشخصية التي في أقصى اليسار، قد أضيفت إلى اللوحة في وقت لاحق.
هنالك شخص واحد مفقود وهو مهيئ الجثة الذي حضّرها للدرس. ففي القرن السابع عشر شخصية مرموقة ومهمة مثل الدكتور تولب لن تشارك في الأعمال الوضيعة والدنيئة مثل تحضير وتهيئة الجثث للدرس، وستترك هذه المهام للآخرين. فلذلك لا نرى مثلاً أدوات التقطيع، وبدلاً من ذلك نرى في أسفل اللوحة في الجهة اليمنى كتاب ضخم عن التشريح مفتوح أمام الناظرين، ربما كتاب (1543) De humani corporis fabrica أو «أنسجة الجسد البشري» لأندرياس فيزاليوس.
هنالك جدل كبير حول دقة العضلات وأوتارها التي رسمها رامبرانت والبالغ من العمر آنذاك 25 عاما. ومن غير المعروف من أين حصل على مثل هذه المعرفة في التشريح؛ فمن الممكن أنه نسخ تفاصيل تشريح الذراع من كتاب تشريح.

## الجثة

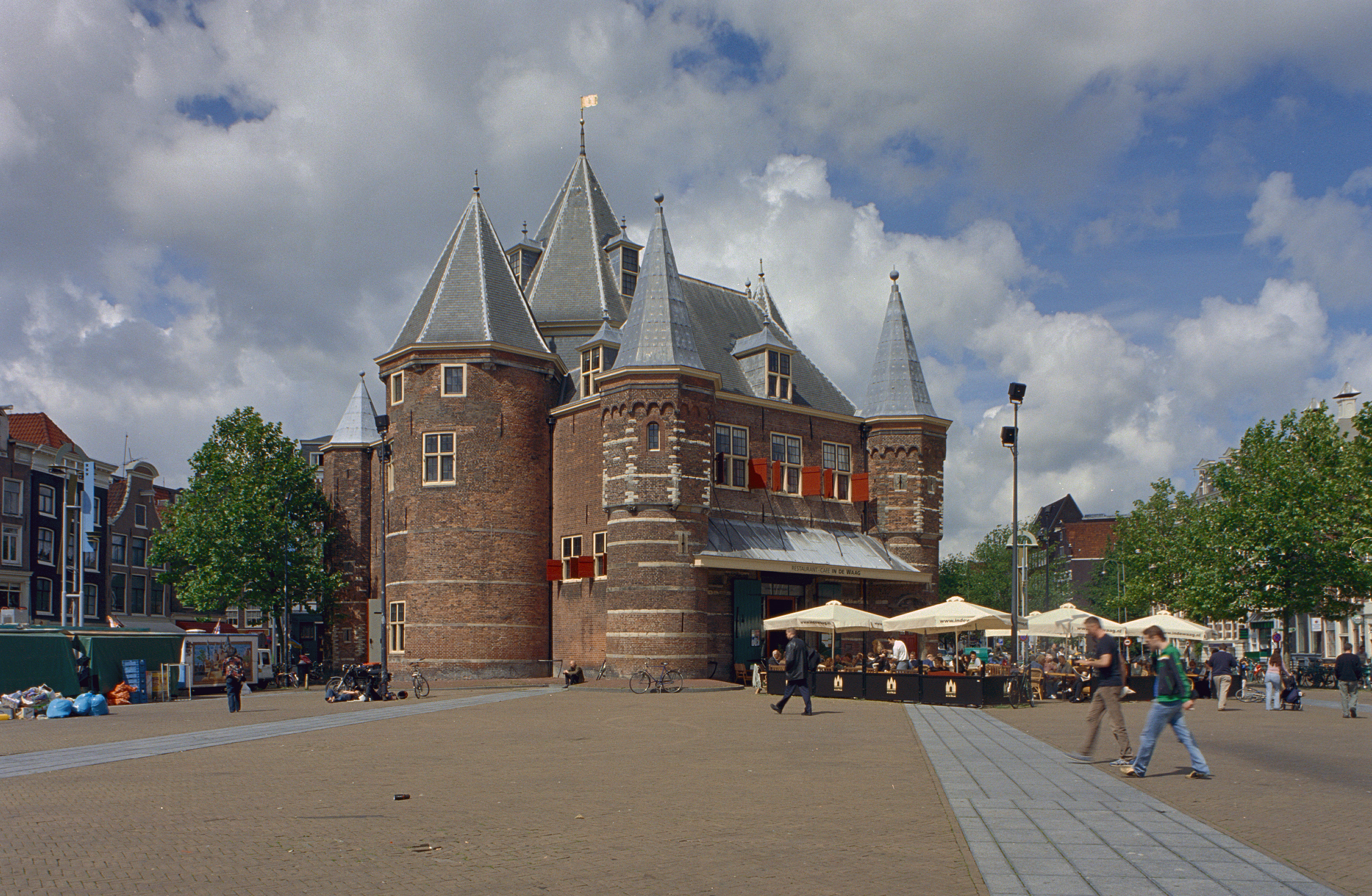
نقابة الجراحين السابقة في نيوماركت، أمستردام

الجثة هي للمجرم أريس كيندت (الاسم المستعار من أدريان أدريانسزون Adriaan Adriaanszoon)، الذي أدين بتهمة السطو المسلح وحكم عليه بالإعدام شنقًا. وقد تم إعدامه في وقت سابق من نفس اليوم الذي تم فيه مشهد التشريح. وجه الجثة مظلل جزئيًا، في إشارة إلى umbra mortis  (ظل الموت)، وهي تقنية قد إستخدمها رمبرانت في كثير من الأحيان.
مؤرخ الفن الفرنسي جان ماري كلارك يشير إلى أن السُرّة في وسط الجثة لديها شكل الحرف R (الذي هو أيضًا أول حرف لإسم الرسام) ويربط هذه الملاحظة إلى حقيقة أن رمبرانت كان قد عمل جاهدًا على إظهار توقيعه والعام 1632 في أعلى اللوحة، وذلك باستخدام ثلاثة أنواع توقيع على التوالي حتى توصل إلى الشكل النهائي الذي نراه في العام 1633.

## التقنيات الفنية المستخدمة
هذه إحدى أولى اللوحات متعددة الشخصيات التي بدأ برسمها رمبرانت الشاب، نرى أولاً الدكتور تولب يلبس قبعة في إشارة لمنصبه الهام والرفيع. في السابق كان هذا النوع من اللوحات متعددة الشخصيات يظهر صفًا من الوجوه بدون ملامح، لكن ليس في لوحات رمبرانت الذي قام بإدخال ديناميكية وحركة مميزة لكل واحدة من الشخصيات المشاركة في الحدث: كل واحد من الحاضرين يتصرف بشكل مختلف عن الآخر فنرى شخصان منحنيان ينظران إلى اليد المشرحة، أشخاص ينظرون إلى الكتاب، شخص ينظر إلى الدكتور تولب نفسه وأشخاص يحدقون بنا مباشرة لجلب انتباهنا.
رمبرانت وضع الوجوه تحت ضوء ساطع لإظهار إنفعالاتها من رهبة المشهد الذي أمامهم، في حين نرى أن بعضهم متخوف هنالك بالمقابل من ينظر بشغف إلى عملية التشريح. الجثة نفسها وهي الحدث المركزي في اللوحة، نراها محاطة مباشرة بهذا الضوء.
الحدث نفسه ليس واقعي تماما، فآنذاك كان التشريح يبدأ بالبطن، فالأمعاء هي أول ما يتفسخ في الجثة. من الممكن جدًا أن رمبرانت إعتقد أن مشهد لبطن مفتوح سيكون منفر للغاية ولذلك فضّل تجنب رسم هذا المنظر.
نرى الدكتور تولب يمسك بيده اليمنى عضلات الذراع وأوتارها بالملقط، ويظهر في يده اليسرى إيماءة إلى الأعلى لإظهار ثقته وتعزيز كلامه أمام الحاضرين.